# El joven Lovecraft
El joven Lovecraft es un cómic que narra en clave humorística los años de infancia del escritor de terror estadounidense Howard Phillips Lovecraft, creado en 2004 por los españoles José Oliver (Palma de Mallorca, 1979, guionista) y Bartolo Torres (Ibiza, 1978, ilustrador), inicialmente como webcómic. Las tiras se publican semanalmente en internet y están recopiladas en cuatro tomos de papel publicados en 2007, 2009, 2011 y 2014.

## Temáticas
El joven Lovecraft pretende echar un vistazo sobre la vida del escritor de Providence, H.P. Lovecraft de una forma personal y cercana al humor. Tomando como referencia ciertos temas biográficos reales (el ateísmo del joven autor, su interés por la literatura, su etapa de fascinación por la cultura islámica, así como su timidez y misantropía, todo ello, como indica la biografía de L. Sprague de Camp), el cómic va más allá y formula diversas hipótesis de carácter humorístico sobre cómo pudieron surgir las extrañas criaturas que pueblan el ciclo de historias que componen los mitos de Cthulhu.
Tiene el objetivo, además de intentar ser un cómic de humor, el de acumular referencias metaliterarias o metartísticas que constituyan, a partes iguales, un homenaje y un juego para los lectores el descubrirlos (de la misma forma que hizo Alan Moore en algunas de sus obras). Las referencias intertextuales enriquecen la obra y la sitúan en un determinado punto del canon estético moderno. Y así, se hacen referencias a Moby Dick, Poe, Verne, Baudelaire, Misfits, R.L. Stevenson, Nick Cave y un largo etcétera.

## Argumento
Las tiras publicadas en internet tienen una periodicidad semanal. Normalmente suelen tener 3 o 4 viñetas por tira, el formato clásico de la tira cómica, con excepción de algunas que son dobles y tienen 6. Aunque en principio las tiras son autoconclusivas, suelen seguir un hilo que les da coherencia y que cuenta una historia más amplia. En los primeros tomos, las historias largas son:
- El matón Big Joe: la saga inicial en la que conocemos al protagonista, siendo además víctima de un abusón de colegio. Para librarse de él, Lovecraft acudirá a la magia y convocará a Rammenoth, un dios primigenio, y a su extraordinario Ojo.

- El lovie-golem: Lovecraft decide crear una criatura para que le haga los deberes, pero el golem que realiza no consigue ayudarle.

- El autoestopista cantante: de camino a una feria, Lovie y sus tías recogen a un macabro autoestopista, que, a pesar de parecer buena persona, tiene un extraño interés en cantar murder ballads.

- El disfraz de Halloween: llevado por su fascinación por el mundo islámico y las Mil y una Noches, Lovecraft pide por Halloween que le hagan un disfraz de Harum Al-Raschid, el califa de Bagdad en el citado libro, con cómicas consecuencias.

- Glenn el ghoul: durante una excursión al campo, Lovie visita un cementerio y encuentra a un ghoul, que le pide poder acompañarle a la ciudad. Aunque antes habrá algún que otro accidente.

- Llega Siouxie: desde Detroit llega una niña nueva al colegio de Lovie, cosa que agitará a nuestro tímido protagonista.

- El viaje a Baltimore: Siouxie propone hacer un viaje a la tumba de Poe. Una vez allí se encontrarán con una increíble sorpresa.

- Los perros de Tíndalos: Dos perros de Tíndalos llegan a la casa de Howard por accidente y resulta que son conocidos de Glenn.

- Intercambio: Al ser uno de los mejores estudiantes, a Howard le premian con un viaje de intercambio a Noruega.

## Los personajes

### Principales
Los personajes principales de la tira son:
- Howard: al que también se hace referencia como Howie, o Lovie. Es un chico de unos once años que vive en Providence, le entusiasma escribir, estar solo y coquetear con la magia prohibida. Es tímido y le cuesta mucho conocer gente nueva.

- Rammenoth: un dios primigenio que se aparece en forma de momia. Es tal su poder mágico que muchas veces se invoca sólo una parte de él.

- El Ojo de Rammenoth: el ojo derecho de Rammenoth es uno de los que suele acudir a la llamada de Howie. Es despistado y bonachón.

- El lovie-golem: Howard crea con barro a un Golem para que le haga los deberes, pero la criatura tiene otros planes pensados para su existencia...

- Angelo Barracuda: es un cantautor que vaga por los USA cantando de garito en garito. La mayoría de las veces suele desplazarse haciendo autoestop. Tiene una pinta algo inquietante, sobre todo cuando se pone a cantar "murder ballads" (ver aquí ).

- Glenn el ghoul: un ghoul es un animal de la mitología árabe, parecido a un chacal, que ronda los cementerios y devora cadáveres. A Glenn le cae bien Howard y decide irse a vivir a la ciudad con él.

- Siouxie: una niña que llega a Providence desde Detroit. Es todo alegría, curiosidad, acción, todo el contrapunto de Howard.

### Secundarios
- Las tías: Howard es huérfano, así que vive con sus dos tías. De una de ellas sabemos que se llama Anne-Marie. Ambas le tienen superprotegido y le tratan como si fuera más pequeño.

- Big Joe: el matón de colegio que amenaza en los primeros números a Howard.

- Lavinia: una compañera de colegio de Howard, sufre un pequeño percance con Glenn.

- Poe: el poeta estadounidense Edgar Allan Poe, creador de El cuervo y de relatos de terror muy conocidos. Vive en una cripta en el cementerio de Baltimore, donde fue enterrado.

- Baudelaire: el poeta simbolista francés Charles Baudelaire, que escribió Las flores del mal. Es caracterizado, entre otras cosas, por su afición a la bebida.

- Rimbaud: el poeta francés Arthur Rimbaud, que escribió la mayoría de su obra antes de los 17.

- Myotragus: según lo indicado en la obra, es uno de los Mil Retoños de la Cabra Shub-Niggurath. Está emparentada con la especie myotragus balearicus, una variedad caprina que se extinguió en las Islas Baleares en la Prehistoria.

- Ihsan: es un niño noruego del programa de intercambio en el que meten a Howard y que viaja a Providence cuando éste va a Oslo. Es un admirador de la cultura vikinga y tiene cierta predisposición al anticristianismo.

## Producción
La serie nació de "la idea de un héroe infantil parecido a Calvin & Hobbes" por parte del filólogo mallorquín José Oliver, quien llamó a diversas editoriales sin encontrar interés de su parte. En colaboración con el ilustrador ibicenco Bartolo Torres decidieron crear El joven Lovecraft publicándola en internet en 2005, donde aún sigue publicándose a razón de una tira por semana.
Algunos de los dibujantes que han colaborado en la galería de artistas invitados son Dani Cruz (autor de Peek y Cristóbal, el robot con corazón), Cels Piñol, François Launet (Unspeakable Vault of Doom), Ryan Spencer (Bluboy), Roger Ibáñez (Jazz Maynard), Sergio Bleda (El baile del vampiro), Meritxell Ribas (Pincel de zorro), entre otros.
La tira recibió en 2005 el premio balear Art Jove al mejor guion de cómic. Ha aparecido en papel en el catálogo de 2005 de ganadores del citado certamen, así como en algunos números de la revista Qliphoth, la mexicana Sin Presupuesto, y actualmente en Cthulhu (Zanzíbar Ediciones y más tarde Diábolo Ediciones). También ha aparecido en la portada del portal Dreamers como tira diaria.
En abril de 2007 se publicó la primera edición impresa de manos de Diábolo Ediciones, con buena recepción de crítica y público, lo que ha motivado la aparición de sucesivas ediciones. Su publicación digital se mantuvo, pues en palabras de Oliver: "Hemos demostrado que la Red no es enemiga de las ventas, sino otra forma de darse a conocer". El segundo tomo apareció en mayo de 2009, y en verano de ese mismo año se editó la versión en inglés del primer tomo. En años sucesivos han ido apareciendo las traducciones al catalán, italiano, alemán, francés y griego (aunque esta última, en una edición no autorizada).